# Ginnastica di Klapp
La ginnastica di Klapp è una forma di ginnastica correttiva ideata nella prima metà del Novecento dal medico tedesco Rudolf Klapp.

## Utilizzi
Veniva utilizzata in passato per curare la scoliosi. Il metodo stirava e allungava i muscoli della schiena. Fu introdotta nella pratica della medicina sportiva durante le olimpiadi berlinesi del 1936; alcuni studi hanno espresso perplessità sulla reale efficacia di tale ginnastica.